# Brachymenium pulchrum
Brachymenium pulchrum är en bladmossart som beskrevs av W. J. Hooker 1829. Brachymenium pulchrum ingår i släktet Brachymenium och familjen Bryaceae. Inga underarter finns listade i Catalogue of Life.